# Manuel Dacosse
Manuel Dacosse, detto Manu (Uccle, 1977), è un direttore della fotografia belga, noto per il suo lavoro nel cinema di genere belga, come i film di Hélène Cattet e Bruno Forzani o Fabrice Du Welz.

## Biografia
Dopo aver girato alcuni Super 8 da ragazzo con gli amici, si iscrive all'Institut national de radioélectricité et cinématographie (INRACI) per studiare fotografia. Decide dopo un anno di studiare cinema invece e si iscrive all'Institut des Arts de Diffusion (IAD), dove conosce Hélène Cattet e Bruno Forzani. Dopo la laurea, lavora per un anno come cameraman in una stazione televisiva di Bruxelles, per poi trasferirsi in Libano su consiglio dell'amico Yves Sehnaoui (direttore della fotografia di Caramel di Nadine Labaki) a lavorare nel campo della pubblicità come 1º assistente operatore. Tornato in Belgio, continuerà la sua gavetta come operatore di drone e assistente operatore a diverse produzioni cinematografiche.
Sia il suo primo cortometraggio, che il suo primo lungometraggio (Amer, del 2009) da direttore della fotografia sono stati diretti da Cattet e Forzani. Questo sodalizio è poi continuato coi successivi Lacrime di sangue e Laissez bronzer les cadavres, per la cui fotografia Dacosse ha vinto due dei suoi tre premi Magritte. Ha collaborato più volte anche coi registi Fabrice Du Welz e Lucile Hadžihalilović. Riguardo alle sue collaborazioni con cineasti anche molto diversi tra loro ha dichiarato: «Non ho un mio stile, sono semplicemente una spugna [...] Il ruolo del direttore della fotografia è quello di adeguarsi al mondo del regista». A partire da Doppio amore, ha diretto semi-frequentemente la fotografia dei film di François Ozon.

## Filmografia parziale
- Chambre jaune, regia di Hélène Cattet e Bruno Forzani – cortometraggio (2002)
- La Fin de notre amour, regia di Hélène Cattet e Bruno Forzani – cortometraggio (2003)
- L'Étrange Portrait de la dame en jaune, regia di Hélène Cattet e Bruno Forzani – cortometraggio (2004)
- Santos Palace, regia di Hélène Cattet e Bruno Forzani – cortometraggio (2006)
- Amer, regia di Hélène Cattet e Bruno Forzani (2009)
- O is for Orgasm, episodio di The ABCs of Death, regia di Hélène Cattet e Bruno Forzani (2012)
- Lacrime di sangue (L'Étrange Couleur des larmes de ton corps), regia di Hélène Cattet e Bruno Forzani (2013)
- Nectar, regia di Lucile Hadžihalilović – cortometraggio (2014)
- The Lonely Hearts Killers (Alleluia), regia di Fabrice Du Welz (2014)
- La Dame dans l'auto avec des lunettes et un fusil, regia di Joann Sfar (2015)
- Évolution, regia di Lucile Hadžihalilović (2015)
- Un petit boulot, regia di Pascal Chaumeil (2016)
- La Confession, regia di Nicolas Boukhrief (2016)
- Doppio amore (L'Amant double), regia di François Ozon (2017)
- Laissez bronzer les cadavres, regia di Hélène Cattet e Bruno Forzani (2017)
- L'Empereur de Paris, regia di Jean-François Richet (2018)
- Grazie a Dio (Grâce à Dieu), regia di François Ozon (2019)
- Tre giorni e una vita (Trois jours et une vie), regia di Nicolas Boukhrief (2019)
- Adorazione (Adoration), regia di Fabrice Du Welz (2019)
- The Silencing - Senza voce (The Silencing), regia di Robin Pront (2020)
- Inexorable, regia di Fabrice Du Welz (2021)
- Peter von Kant, regia di François Ozon (2022)
- Simone Veil - La donna del secolo (Simone, le voyage du siècle), regia di Olivier Dahan (2022)
- Mon Crime - La colpevole sono io (Mon Crime), regia di François Ozon (2023)
- Vincent deve morire (Vincent doit mourir), regia di Stéphan Castang (2023)
- Maldoror, regia di Fabrice Du Welz (2024)
- Reflection in a Dead Diamond (Reflet dans un diamant mort), regia di Hélène Cattet e Bruno Forzani (2025)

## Riconoscimenti
- Premio Magritte
  - 2011 – Candidatura alla migliore fotografia per Amer
  - 2015 – Migliore fotografia per Lacrime di sangue
  - 2016 – Migliore fotografia per The Lonely Hearts Killers
  - 2017 – Candidatura alla migliore fotografia per Évolution
  - 2019 – Migliore fotografia per Laissez bronzer les cadavres
  - 2022 – Candidatura alla migliore fotografia per Adorazione
  - 2023 – Candidatura alla migliore fotografia per Inexorable
- Premio Lumière
  - 2020 – Candidatura alla migliore fotografia per Grazie a Dio
- Sitges - Festival internazionale del cinema fantastico della Catalogna
  - 2019 – Miglior fotografia per Adorazione
- Festival internazionale del cinema di San Sebastián
  - 2015 – Premio del jurado a la mejor fotografía per Évolution
- Sundance Film Festival
  - 2017 – Miglior fotografia per Axolotl Overkill